# أحمد تيديان سواري
أحمد تيديان سواري هو سياسي غيني، ولد في 1951 في مالي في غينيا. انتخب رئيس وزراء غينيا ‏ (20 مايو 2008 – 24 ديسمبر 2008).